# Juegos de casino

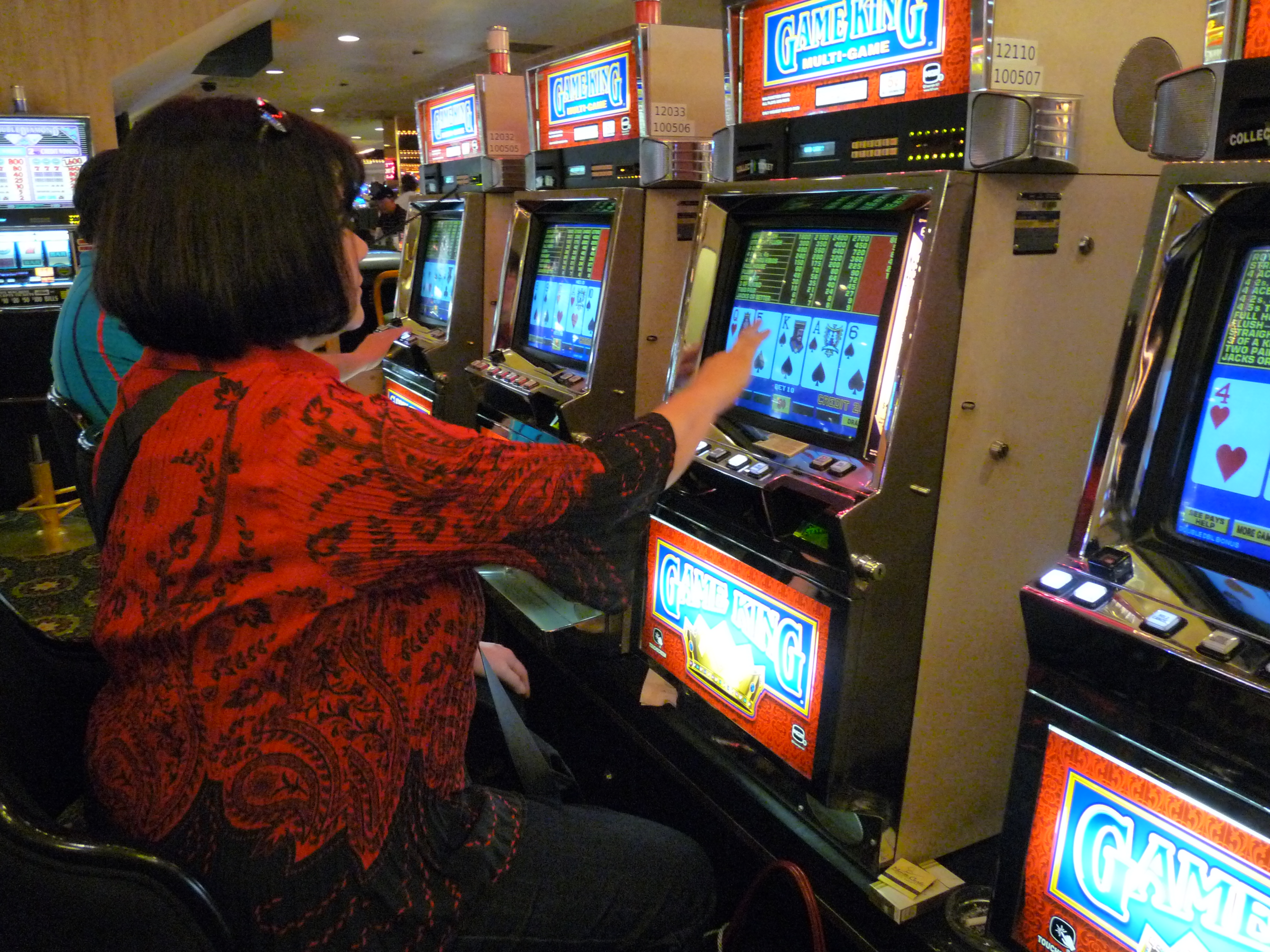
Las máquinas tragamonedas son un tipo de juego de casino muy popular

Los juegos disponibles en la mayoría de los casinos se denominan comúnmente juegos de casino. En un juego de casino, los jugadores apuestan dinero o fichas de casino a varios resultados o combinaciones de resultados aleatorios posibles. Los juegos de casino también están disponibles en los casinos en línea, siempre que la ley lo permita. Los juegos de casino también pueden jugarse fuera de los casinos con fines de entretenimiento, como en fiestas o en competiciones escolares, en máquinas que simulan el juego.

## Categorías

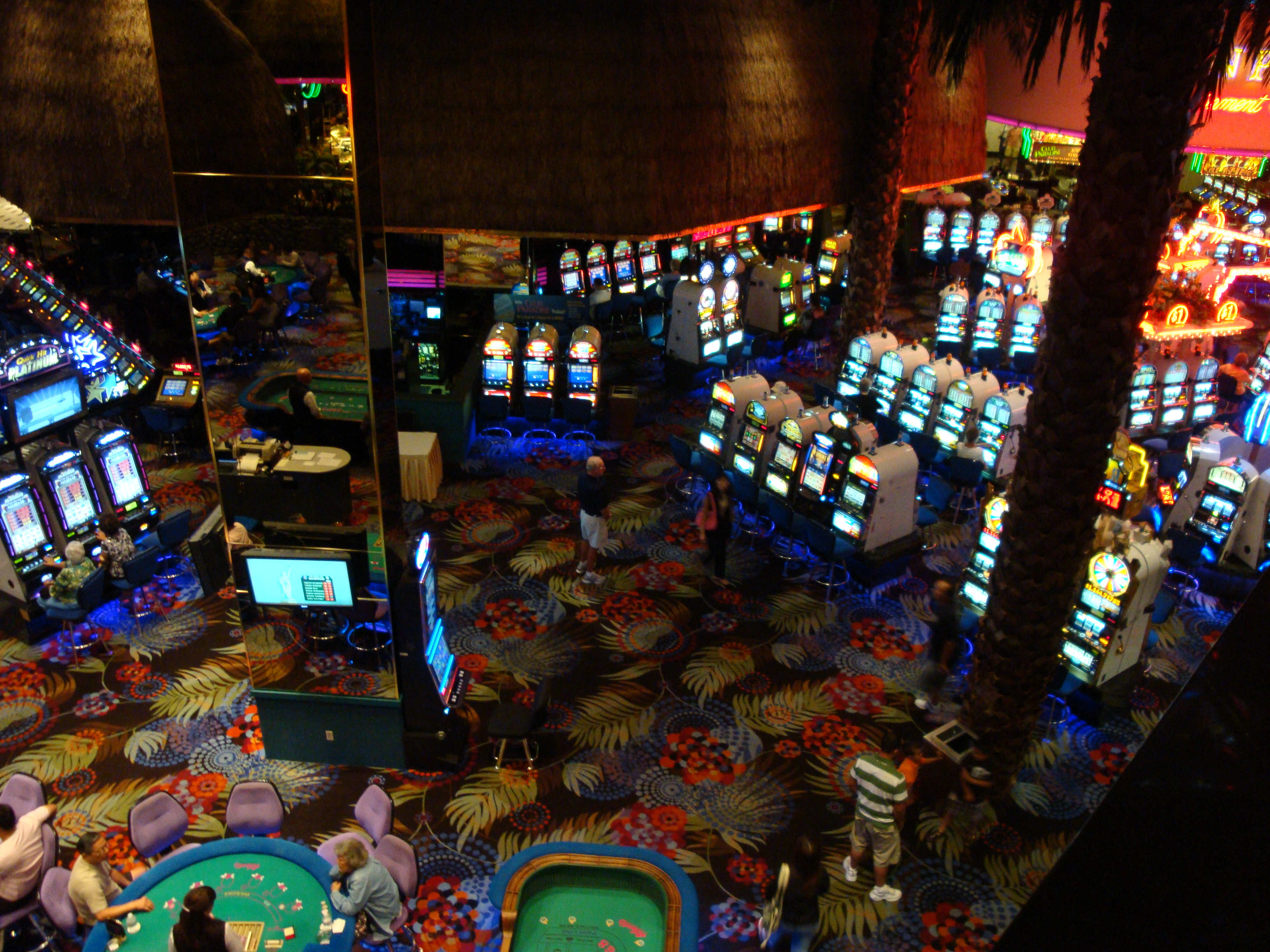
Vista aérea de un casino con juegos de mesa (abajo) y máquinas tragamonedas

Hay tres categorías generales de juegos de casino: máquinas recreativas, juegos de mesa y juegos de números aleatorios. Las máquinas recreativas, como las tragamonedas y el pachinko, suelen ser jugadas por un jugador a la vez y no requieren la participación de empleados del casino. En los juegos de mesa, como el blackjack o los dados, participan uno o más jugadores que compiten contra la casa (el propio casino) y no entre sí. Los juegos de mesa suelen ser dirigidos por empleados del casino conocidos como croupier o crupier. Los juegos de números aleatorios se basan en la selección de números aleatorios, ya sea de un generador de números aleatorios informatizado o de otro equipo de juego. Los juegos de números aleatorios pueden jugarse en una mesa o mediante la compra de cartones o boletos de papel, como el keno o el bingo.
Algunos juegos de casino combinan varios de los aspectos anteriores; por ejemplo, la ruleta es un juego de mesa dirigido por un crupier, en el que intervienen números aleatorios. Los casinos también pueden ofrecer otros tipos de juegos, como partidas de póquer o torneos en los que los jugadores compiten entre sí.

## Juegos de casino comunes
Los juegos más habituales en los casinos son los juegos de mesa, las máquinas recreativas y los juegos de números aleatorios.

### Juegos de mesa
En Estados Unidos, "juego de mesa" es el término utilizado para los juegos de azar como el blackjack, los dados, la ruleta y el baccarat, que se juegan contra el casino y son operados por uno o varios crupieres en vivo, en contraposición a los que se juegan en un dispositivo mecánico como una máquina tragamonedas o contra otros jugadores en lugar de contra el casino, como el póquer estándar.
Los juegos de mesa son populares en los casinos e implican alguna forma de juego legal, pero también se juegan en privado con reglas de la casa variables. El término tiene importancia porque algunas jurisdicciones permiten que los casinos sólo tengan tragamonedas y no juegos de mesa. En algunos estados, esta ley ha dado lugar a que los casinos empleen juegos de mesa electrónicos, como la ruleta, el blackjack y los dados.
Los juegos de mesa que se encuentran en los casinos incluyen:
- Baccarat
- Blackjack
- Dados
- Ruleta
- Póquer (Texas hold'em, Five-card draw, Omaha hold'em)
- Rueda Big Six
- Billar

### Máquinas de juego
Las máquinas de juego que se encuentran en los casinos incluyen:
- Pachinko
- Máquina tragamonedas
- Terminal de video lotería
- Vídeo póquer

### Juegos de números al azar
Los juegos de números al azar que se encuentran en los casinos incluyen:
- Bingo
- Keno

## Ventaja de la casa
Los juegos de casino suelen proporcionar una ventaja previsible a largo plazo al casino, o "casa", mientras que ofrecen a los jugadores la posibilidad de una ganancia a corto plazo que, en algunos casos, puede ser grande. Algunos juegos de casino tienen un elemento de habilidad, en el que las decisiones de los jugadores influyen en los resultados. Los jugadores que poseen habilidades suficientes para eliminar la desventaja inherente a largo plazo (la ventaja o el vigor de la casa) en un juego de casino se denominan jugadores con ventaja.
La desventaja de los jugadores se debe a que el casino no paga las apuestas ganadoras de acuerdo con las "probabilidades reales" del juego, que son los pagos que cabría esperar teniendo en cuenta las probabilidades de que una apuesta gane o pierda. Por ejemplo, si se juega apostando al número que resultaría de la tirada de un dado, las probabilidades reales serían 6 veces la cantidad apostada, ya que hay una probabilidad de 1 entre 6 de que aparezca cualquier número, suponiendo que el jugador recupera la cantidad original apostada. Sin embargo, el casino sólo puede pagar 4 veces la cantidad apostada por una apuesta ganadora.
La ventaja de la casa, o vigorish, se define como el beneficio del casino expresado como porcentaje de la apuesta original del jugador. (En juegos como el blackjack o el Spanish 21, la apuesta final puede ser varias veces la apuesta original, si el jugador dobla y divide).
En la ruleta americana, hay dos "ceros" (0, 00) y 36 números distintos de cero (18 rojos y 18 negros). Esto hace que la ventaja de la casa sea mayor que en la ruleta europea. La probabilidad de que un jugador que apuesta 1 unidad al rojo gane es de 18/38 y la de que pierda 1 unidad es de 20/38. El valor esperado del jugador es EV. El valor esperado del jugador es EV = (18/38 × 1) + (20/38 × (-1)) = 18/38 - 20/38 = -2/38 = -5,26%. Por lo tanto, la ventaja de la casa es del 5,26%. Después de 10 tiradas, apostando 1 unidad por tirada, el beneficio medio de la casa será de 10 × 1 × 5,26% = 0,53 unidades. Las ruletas europeas sólo tienen un "cero" y, por lo tanto, la ventaja de la casa (ignorando la regla de en prisión) es igual a 1/37 = 2,7%.
La ventaja de la casa en los juegos de casino varía mucho según el juego, y algunos juegos tienen una ventaja tan baja como el 0,3%. El keno puede tener una ventaja de la casa de hasta el 25% y las máquinas tragamonedas de hasta el 15%.
El cálculo de la ventaja de la casa en la ruleta es un ejercicio trivial, pero en otros juegos no suele ser así. Es necesario realizar un análisis combinatorio y/o una simulación por ordenador para completar la tarea.
En los juegos que tienen un elemento de habilidad, como el blackjack o el Spanish 21, la ventaja de la casa se define como la ventaja de la casa a partir del juego óptimo (sin el uso de técnicas avanzadas como el conteo de cartas), en la primera mano del zapato (el recipiente que contiene las cartas). El conjunto de jugadas óptimas para todas las manos posibles se conoce como "estrategia básica" y depende en gran medida de las reglas específicas e incluso del número de barajas utilizadas.
Tradicionalmente, la mayoría de los casinos se han negado a revelar la información sobre la ventaja de la casa en sus juegos de tragamonedas y, debido a que se desconoce el número de símbolos y la ponderación de los rodillos, en la mayoría de los casos es mucho más difícil calcular la ventaja de la casa que en otros juegos de casino. Sin embargo, gracias a que algunas propiedades online han revelado esta información y a algunas investigaciones independientes realizadas por Michael Shackleford en el sector offline, esta pauta está cambiando lentamente.
En los juegos en los que los jugadores no compiten contra la casa, como el póquer, el casino suele ganar dinero a través de una comisión, conocida como "rake".

### Desviación típica
El factor suerte en un juego de casino se cuantifica mediante las desviaciones típicas (DT). La desviación típica de un juego sencillo como la ruleta puede calcularse utilizando la distribución binomial. En la distribución binomial, SD ={\displaystyle {\sqrt {npq}}} donde n = número de rondas jugadas, p = probabilidad de ganar y q = probabilidad de perder. La distribución binomial asume un resultado de 1 unidad para una victoria y 0 unidades para una derrota, en lugar de -1 unidades para una derrota, lo que duplica el rango de resultados posibles. Además, si apostamos 10 unidades por ronda en lugar de 1 unidad, la gama de resultados posibles se multiplica por 10.
SD (ruleta, apuesta de dinero par) = 2b {\displaystyle {\sqrt {npq}}} donde b = apuesta fija por ronda, n = número de rondas, p = 18/38 y q = 20/38. 
Por ejemplo, después de 10 rondas a 1 unidad por ronda, la desviación típica será de 2 × 1 × {\displaystyle {\sqrt {10*18/38*20/38}}}= 3,16 unidades. Después de 10 rondas, la pérdida esperada será de 10 × 1 × 5,26% = 0,53. Como puede ver, la desviación típica es muchas veces superior a la magnitud de la pérdida esperada.
La desviación típica del póquer pai gow es la más baja de todos los juegos de casino habituales. Muchos juegos de casino, especialmente las máquinas tragamonedas, tienen desviaciones estándar extremadamente altas. Cuanto mayor sea el tamaño de los pagos potenciales, más aumentará la desviación típica.
A medida que aumenta el número de rondas, la pérdida esperada superará varias veces la desviación típica. De la fórmula se deduce que la desviación típica es proporcional a la raíz cuadrada del número de rondas jugadas, mientras que la pérdida esperada es proporcional al número de rondas jugadas. A medida que aumenta el número de rondas, la pérdida esperada aumenta a un ritmo mucho más rápido. Por eso es imposible que un jugador gane a largo plazo. Es la elevada relación entre la desviación estándar a corto plazo y la pérdida esperada lo que engaña a los jugadores haciéndoles creer que pueden ganar.
Es importante que un casino conozca tanto la ventaja de la casa como la varianza de todos sus juegos. La ventaja de la casa les dice qué tipo de beneficio obtendrán como porcentaje de la facturación, y la varianza les dice cuánto necesitan en forma de reservas de efectivo. Los matemáticos y programadores informáticos que realizan este tipo de trabajo se denominan matemáticos del juego y analistas del juego. Los casinos no tienen expertos internos en este campo, por lo que subcontratan sus necesidades a expertos en el campo del análisis del juego.